# 드림 (노리플라이의 음반)
《드림》(Dream)은 음악 그룹 노리플라이의 2집 음반이다.

### 수록곡
1. 노래할께
2. 내가 되었으면 (Title)
3. 주변인
4. Golden Age
5. 늘 그렇게
6. No Dreamer
7. 꿈의 시작
8. Goodbye
9. 위악(僞惡)
10. 안락의자
11. 이렇게 살고 있어